# Torsten Riemann
Torsten Riemann (* 23. Juni 1964 in Berlin) ist ein deutscher Liedermacher und Musiker.

## Leben
Torsten Riemann wuchs als ältestes von drei Geschwistern in Berlin auf. Der Vater Werner Riemann war Schauspieler am Berliner Ensemble, Mutter Ingeborg arbeitet als Krankenschwester.
Riemanns Künstlerlaufbahn begann früh. Bereits im Alter von vier Jahren stand er als Kinderdarsteller auf der Bühne des Berliner Ensembles. In den 1970er Jahren wurde er ein gefragter Synchronsprecher für Kinderfilme. Parallel dazu erfolgte seine musikalische Ausbildung: Riemann bekam seit 1969 Klavier-, ab 1973 Gitarren- und Gesangsunterricht.
Nach einer Ausbildung zum Krankenpfleger erwarb er auf dem zweiten Bildungsweg den „Berufsausweis als Musiker/Liedermacher“. Seit Mitte der 1980er Jahre ist Riemann als freiberuflicher Musiker tätig. Seitdem ist er mehrfach mit seinen Liedern in der Liederbestenliste des Vereins für deutschsprachige Musik e.V. vertreten gewesen. Er ist mit seinen wechselnden Programmen in ganz Deutschland unterwegs. Gelegentlich wird er von den Musikerkollegen Sonny Thet (Cello, Percussion), Jörg Mischke (Keyboards, Piano, Percussion) und Susanne Filep (Violine) begleitet.
2003 kam eine erste Zusammenarbeit mit dem Goethe-Institut zustande. Seither ist Riemann mehrmals im Jahr für verschiedene Goethe-Institute im Ausland auf Tournee, u. a. in Estland, Lettland, Litauen, Belarus, Kasachstan, Kirgisistan, Tschechien, Ungarn, Kroatien und Bosnien-Herzegowina.
Seit Oktober 2007 ist Riemann außerdem Honorar-Dozent für Musik, Lied- und Chansoninterpretation an der Hochschule für Schauspielkunst Ernst Busch Berlin.

## Diskographie
- 1986  LP Kleeblatt Nr. 18 (AMIGA)
- 1995  CD Und auf einmal kannst Du fliegen (Rockwerk Records)
- 1997  CD (Rom) Hör’ endlich auf (Rockwerk Records)
- 1998  CD …und der Himmel reißt auf  (Compilation u. a. mit Georgette Dee, Cora Frost, Geschwister Pfister; Produktion des Titelsongs)
- 2001  CD Torsten Riemann – Live 2001 (Nebelhorn)
- 2006  CD Endlos Leben (AMA-Verlag)
- 2008  CD Das Glück bist Du (Genesius)
- 2013  CD Er wollte so sein (AMA-Verlag)
- 2019 CD Doch es gibt sie immer noch (MARA Records)

## Auszeichnungen/Preise
- 1985  Preis des VEB Deutsche Schallplatten bei den Chanson-Tagen, Frankfurt/Oder
- 1995  Auszeichnung des Deutschen Musikerverbandes: Bester Songwriter der Bundesrepublik
- 2001  2. Preis beim bundesdeutschen Chansonwettbewerb Zarah, Frankfurt/Main